# Bertold de Baviera
Bertold (vers 900 - 23 de novembre de 947), de la dinastia dels Luitpoldings, fou el fill més jove del marcgravi Luitpold de Baviera i de Cunegunda, germana del duc de Suàbia Erchanger. Va rebre drets ducals a Caríntia el 927, a petició del seu germà Arnulf el Dolent, i el 938 va succeir al seu nebot Eberard com a duc de Baviera.
Se sap que va ser comte a la marca de Caríntia el 926, mentre que el seu germà gran Arnulf el Dolent era duc de Baviera. El 927 el rei alemany Enric l'Ocellaire li va conferir drets ducals a Caríntia. Quan el 938 el fill i successor d'Arnulf, Eberard va tractar de conservar l'autonomia del ducat de Baviera, va ser destituït i desterrat pel rei Otó I el Gran, que llavors va nomenar Bertold al seu lloc.
A diferència del poderós duc Arnulf, Bertold no va rebre el dret de nomenar bisbes o administrar béns reals, però va romandre lleial a la dinastia otoniana al llarg del seu regnat. Fins i tot planejava casar-se amb la germana d'Otó, Gerberga, vídua de Gilbert duc de Lorena, i més tard amb Hedwigis, una altra germana, però aquests plans van fracassar. En el seu lloc, es va casar amb Biltruda, una dona de la noblesa bavaresa, aproximadament el 939. El 943 va derrotar els magiars i va evitar els seus atacs per un temps, com Arnulf havia fet abans que ell.
Amb l'adhesió de Bertold al tron de Baviera, aquest ducat i la marca de Caríntia van quedar una vegada més unides. No obstant després de la seva mort, el 947, el rei Otó I el Gran no va infeudar el ducat i el marcgraviat al fill de Bertold, Enric conegut com a Enric el Jove, i en canvi els va donar al seu propi germà Enric I, que s'havia casat amb la filla d'Arnulf el Dolent, Judit. El 976 Enric el Jove va rebre el ducat de Caríntia, segregat de Baviera, com a compensació.
El duc Bertold està enterrat a l'abadia de Niederaltaich.